# クールダウン
クールダウン (英:cool down)とは、激しい運動の後に、心身の機能などの興奮状態を静めることや、そのための軽い運動。クーリングダウンとも。対義語はウオーミングアップ。

## クールダウン法
マッサージやストレッチといった受動的クールダウンと、ジョギングやウォーキングなどの活動的クールダウンがある。
運動後にクールダウンを行うことで、乳酸の蓄積を減らし、翌日以降の筋肉痛や疲労を軽減する効果があるとされてきた。しかし2011年頃の研究から、運動後の疲労や筋肉痛の主要因は、乳酸の蓄積ではなく、水素イオンが溜まることによる筋肉の酸性化にあると分かってきた。
その為、ジョギングなど活動的クールダウンには、乳酸の除去効果はあっても、筋肉の酸性化を改善する効果は認められておらず、疲労回復効果には疑問が呈されている。

### 受動的クールダウン
マッサージ、ストレッチなどを指す。マッサージには筋トレ後の筋肉痛を和らげる効果があるとされるが、ストレッチにはその効果は低いとの研究が知られるようになった。

### 活動的クールダウン
ジョギングやウォーキングなどを指す。